# 刺隐蔽蛛
刺隐蔽蛛（学名：Lathys stigmatisata）为卷叶蛛科蔽蛛属的动物。分布于欧洲以及中国大陆的新疆等地。